# Igreja Presbiteriana na Coreia (Kosin)

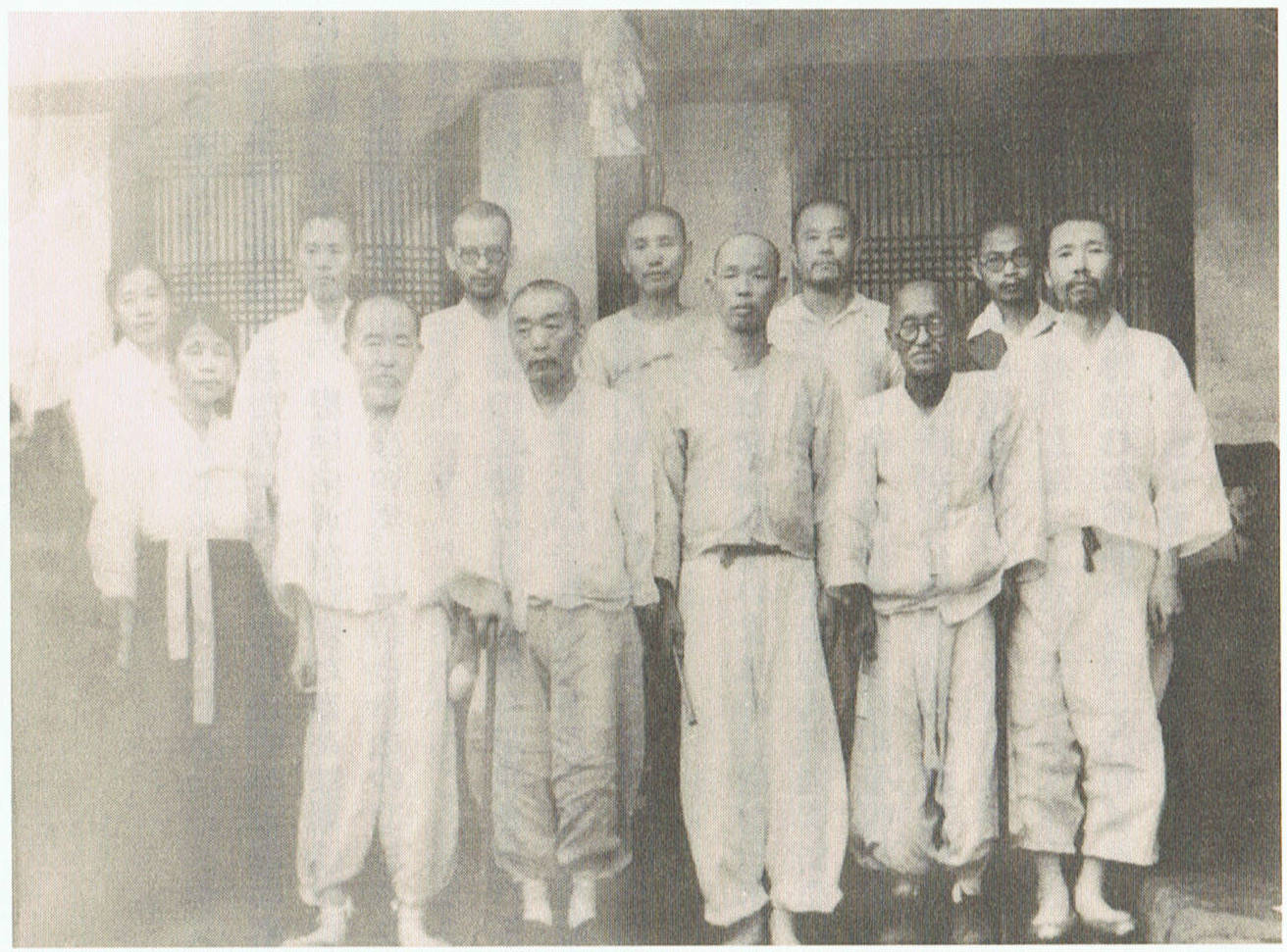
Membros da igreja

A Igreja Presbiteriana na Coreia (Kosin ou Koshin) - em coreano 대한예수교장로회(고신) - é uma denominação reformada, formada na Coreia do Sul em 1952. Na Assembleia de 2024, a denominação relatou mais de 378.376 membros, sendo a quarta maior denominação presbiteriana no país, por número de membros.

## História

### Missão Presbiteriana na Coreia
A missão presbiteriana começou na Coreia por um médico missionário, Dr. H.N. Allen da Igreja Presbiteriana nos Estados Unidos da América. Em 5 de abril de 1885, o missionário presbiteriano chamado H.G. Underwood chegou à Coreia e a missão presbiteriana na Coreia começou a florescer. Em janeiro de 1893, a Congregação de Missionários Presbiterianos foi estabelecida e em 15 de maio de 1901, o Seminário Teológico Presbiteriano de Pyongyang foi estabelecido. Depois de alguns anos, em 17 de setembro de 1907, o sínodo da Igreja Presbiteriana da Coreia foi organizado. 

### Domínio japonês
Em 1910, o governo do Japão impôs a anexação da Coreia e proclamou o slogan "Japão e Coreia são Um" como um esforço para colonizar a Coreia e outros países, fazendo uso do imperialismo militarista. O slogan foi usado para forçar a "japonização", reforçando a língua japonesa, o culto xintoísta e a deificação do imperador japonês, bem como reforçando a cultura japonesa. As escolas cristãs sofreram diversas restrições colonização japonesa.  
Enquanto o governo do Japão exclamou que promovia o xintoísmo não como uma cerimônia religiosa, mas uma cerimônia nacionalista, muitas escolas cristãs resistiram à adoração xintoísta e fecharam voluntariamente. As igrejas na Coreia foram o próximo alvo e, a partir de 1935, muitas denominações cristãs sofreram perseguição, incluindo adventistas do sétimo dia, metodistas, salvacionistas, a Igreja da Santidade. 
Quanto à Igreja Presbiteriana na Coreia, o sínodo regional do norte do Pyongan foi o primeiro ramo a aceitar a adoração xintoista e muitos outros sínodos começaram a se seguir.

### Resistência ao culto xintoísta e a independência da Coreia
Nos esforços de impedir o sincretismo do Cristianismo com as religiões tradicionais, o movimento de resistência à adoração xintoísta foi formado por um grupo de ministros conservadores. Nesse período, muitos ministros do Seminário Teológico Presbiteriano de Pyongyang foram deslocados e o seminário acabou fechando.  
Os reverendos Joo Ki-Chul, Han Sang-Dong, Joo Nam-Sun e outros ministros foram presos no campo de detenção de Pyongyang e torturados. As igrejas na Coreia perderam sua funcionalidade sob a opressão japonesa e em 1 de agosto de 1945, todas as igrejas cristãs coreanas foram forçadas a se unir com as japonesas. Durante a opressão, Joo morreu em meio a oposição ao culto xintoísta.
Quando a Coreia reconquistou sua independência em 15 de agosto de 1945, os ministros remanescentes que sofriam com a prisão japonesa foram libertados. Reconhecendo o estado do cristianismo na Coreia, eles decidiram estabelecer o seminário teológico conservador construído sobre o fundamento da Fé reformada. Em 1946, Han e Joo assumiram a liderança no estabelecimento do seminário e, como resultado, o Seminário Teológico Koryeo foi inaugurado.
Três pastores fundaram o Seminário Ko-Ryeo, mas a Igreja Presbiteriana na Coreia se recusou a reconhecer esse seminário. Os fundadores do Seminário KoRyu e BupDong formaram então, em 11 de setembro de 1952 a Igreja Presbiteriana na Coreia (Kosin), que assumiu posições mais conservadoras que a Igreja Presbiteriana existente.
Em 1959 a Igreja Presbiteriana da Coreia sofreu nova separação, em que os membros conservadores formaram a Igreja Presbiteriana na Coreia (HapDong) e o ramo liberal formou a Igreja Presbiteriana da Coreia (TongHap). 

### União com HapDong e ressurgimento
Em dezembro de 1960 Kosin se uniu a Igreja Presbiteriana na Coreia (HapDong), mas a união durou até 1963, quando a igreja se retirou da assembleia e retornou à sua forma original. Apenas 150 das igrejas originais de Kosin permaneceram com a Igreja Presbiteriana (Hapdong). Em 1965, uma divisão ocorreu na igreja Kosin e a Igreja Presbiteriana na Coreia (KoRyuPa) foi fundada por conflitos sobre seminários da denominação. Uma parte desta nova denominação se uniu novamente a igreja Kosin posteriormente.  
Em 1980 uma nova separação ocorreu na denominação, dando origem a Igreja Presbiteriana de Jesus, após discussões sobre uma nova união com a Igreja Presbiteriana na Coreia (HapDong). 
O grupo Kosin desenvolveu-se de forma constante nos anos seguintes, tornando-se uma das maiores denominações protestantes no país. A sede denominacional está localizada em Seul, na Coreia do Sul. Esta consiste em uma variedade de escritórios, como o Secretário Geral, a editora, o Departamento de Educação da Igreja, o Mission Training Institute. 
Em 2016 a denominação promoveu reunião conjunta com a Igreja Presbiteriana na Coreia (TongHap) no esforço pela reconciliação das denominações.

## Doutrina
A denominação subscreve a Confissão de Fé de Westminster, Catecismo Maior de Westminster, Breve Catecismo de Westminster e Credo dos Apóstolos. Como igreja conservadora não aceita a ordenação feminina e se opõe ao Ecumenismo.

## Demografia
| Ano  | Igrejas | Membros |
| ---- | ------- | ------- |
| 2004 | 1.622   | 436.443 |
| 2005 | 1.655   | 464.865 |
| 2006 | 1679    | 501.036 |
| 2007 | 1.689   | 474.047 |
| 2008 | 1.694   | 464.799 |
| 2009 | 1.720   | 464.515 |
| 2010 | 1.741   | 466.379 |
| 2011 | 1.774   | 482.488 |
| 2012 | 1.811   | 481.032 |
| 2013 | 1.852   | 472.717 |
| 2014 | 1.840   | 461.476 |
| 2017 | 2.056   | 473.497 |
| 2019 | 2.091   | 423.245 |
| 2020 | 2.110   | 412.288 |
| 2021 | 2.113   | 401.538 |
| 2022 | 2.124   | 388.682 |
| 2023 | 2.128   | 385.186 |
| 2024 | 2.123   | 378.376 |

Kosin apresentou um crescimento constate no número de igrejas até 2006, quando atingiu o pico de número de membros. Depois disso, passou por um declínio no número de membros nos 3 anos seguintes. Em 2010 e 2011, a denominação voltou a crescer, voltando a declinar em número de membros até 2017. Entre 2017 e 2020 sofreu um declínio de 12,92% no número de membros.
O número de igrejas da denominação continuou crescendo constantemente, mesmo com o declínio no número de membros. Isso as dá pela plantação de novas igrejas, com média de membros com igreja cada vez menor a cada ano.

## Relações intereclesiásticas
Kosin é membro da Conferência Internacional das Igrejas Reformadas.
Além disso, Kosin tem relações de irmandade com: Igrejas Reformadas Liberadas (Holanda), Igreja Presbiteriana Ortodoxa, Igreja Reformada no Japão, Igrejas Reformadas Canadenses e Americanas e Igrejas Reformadas Livres da Austrália. 